# Fokusnik
Fokusnik (Фокусник) è un film del 1967 diretto da Pëtr Todorovskij.